# Soumission (film, 2008)
Pour les articles homonymes, voir Soumission.
Pour plus de détails, voir Fiche technique et Distribution.
Soumission (Restraint en version originale ou alternativement Ravenswood) est un thriller australien réalisé par David Deenan en 2006, sur un scénario de Dave Warner.

## Distribution
- Stephen Moyer : Andrew
- Travis Fimmel : Ron
- Teresa Palmer : Dale
- Nate Jones : Tim